# 愚弄
| ウィキペディアには「愚弄」という見出しの百科事典記事はありません（タイトルに「愚弄」を含むページの一覧/「愚弄」で始まるページの一覧）。 代わりにウィクショナリーのページ「愚弄」が役に立つかもしれません。 |